# Marga jasnobrzega
Marga jasnobrzega (Quedius collaris) – gatunek chrząszcza z rodziny kusakowatych i podrodziny kusaków.

## Taksonomia
Gatunek opisany został po raz pierwszy w 1840 roku przez Wilhelma Ferdinanda Erichsona. Jako miejsce typowe wskazano „Wołyń”. Zalicza się do niego dwa podgatunki:
- Quedius collaris collaris Erichson, 1840
- Quedius collaris italicus Gridelli, 1925

Drugi został wprowadzony został do literatury w 1922 roku na łamach „Bollettino della Società Entomologica Italiana” przez Edoarda Gridelliego jako odmiana pod nazwą Quedius collaris var. niger. Jako miejsce typowe wskazano Gran Sasso w Apeninach Środkowych. W 1925 roku Gridelli zdecydował się wynieść ją do rangi podgatunku, jednak nazwa z epitetem niger byłaby homonimiczna, stąd na łamach „Memorie della Società Entomologica Italiana” wprowadził on nową nazwę Q. c. italicus.

## Morfologia
Chrząszcz o wydłużonym ciele długości od 6,5 do 8 mm. Głowa okrągława, smolistoczarna z brunatnożółtymi czułkami i głaszczkami. Czułki mają człon pierwszy krótszy niż dwa następne razem wzięte, a człon trzeci niewiele dłuższy niż drugi. Przedplecze jest wypukłe, czerwonobrunatne do brunatnego z jaśniejszymi brzegami, a czasem z rdzawoczerwoną, okrągłą plamą na przedzie. Na powierzchni tarczki obecne jest punktowanie. Pokrywy są smolistoczarne z rozjaśnionymi krawędziami tylnymi. Oprócz punktów makroskopowych na powierzchni pokryw wyraźnie widoczne są punkty mikroskopowe. Odnóża są w całości brunatnożółte. Tylna ich para odznacza się stopami o członie pierwszym nie przekraczającym długością członu ostatniego. Odwłok jest smolistoczarny, czasem z czerwonobrunatnymi lub żółtobrunatnymi rozjaśnieniami tylnych krawędzi tergitów. Na przedzie trzech pierwszych tergitów odwłoka nie występują szarobrunatne plamki.

## Ekologia i występowanie
Owad górski, zamieszkujący piętra reglowe i subalpejskie. Bytuje w ściółce, pod kamieniami, płatami porostów, wśród mchów, oraz na pniakach i kłodach.
Gatunek palearktyczny, europejski. Podgatunek nominatywny znany jest z Niemiec, Austrii, Polski, Czech, Słowacji, Ukrainy, Rumunii, Bośni i Hercegowiny oraz Macedonii Północnej. Swoim zasięgiem obejmuje Alpy Wschodnie, Sudety, Karpaty i góry Półwyspu Bałkańskiego. W Polsce podawany jest z Sudetów Zachodnich i Wschodnich, Wyżyny Krakowsko-Częstochowskej, Beskidu Małego, Beskidu Żywieckiego, Tatr, Pienin, Gór Sanocko-Turczańskich i Bieszczadów; stare niepewne doniesienia pochodzą ze Śląska. Podgatunek Q. c. italicus podawany jest z Francji i Włoch.